# George Spencer, 2.º Conde Spencer
George John Spencer, 2.º Conde Spencer, KG, PC, FRS, FSA (1 de setembro de 1758 – 10 de novembro de 1834) foi um nobre e político Whig inglês.

## Família e educação
George Spencer, um dos filho de John Spencer, 1.º Conde Spencer e de Margaret Georgiana Poyntz, nasceu em Wimbledon, um subúrbio de Londres. Ele foi batizado lá em 16 de outubro de 1758. Seus padrinhos foram Jorge II, o conde Cowper (o segundo marido de sua avó) e a viscondessa Bateman (sua tia-avó).
Foi educado em Harrow School de 1770 até 1775 e ganhou o prêmio escolar de tiro com arco Silver Arrow em 1771. George Spencer estudou, entre 1776 e 1778, em Trinity College (Cambridge), e graduou-se com um Master of Arts. Ele acedeu ao condado com a morte de seu pai em 1793.

## Carreira
Spencer foi um membro do parlamento Whig pelo distrito eleitoral de Northampton de 1780 até 1782. Entre 1782 e 1783, foi um membro do parlamento Whig por Surrey.
Ele serviu sob William Pitt, o Novo, como Primeiro Lorde do Almirantado de 1794 a 1801 e então no Ministry of All the Talents como Secretário de Estado para os Assuntos Internos, sob William Grenville, 1.º Barão Grenville, de 1806 a 1807. Spencer ficou conhecido por seu interesse em literatura. Muitos de seus amigos eram mais famosos do que ele mesmo. Seu filho, Lord Althorp, foi um dos criadores chefes do projeto da grande Reform Act 1832. Sua irmã, Georgiana, era casada com o Duque de Devonshire e dedicou-se a campanhas pelos Whigs. 
Spencer foi também um alto comissário por St Albans, de 1783 a 1807; prefeito de St Albans em 1790; presidente da Royal Institution, de 1813 a 1825; e comissário dos Registros Públicos em 1831. Em 18 de fevereiro de 1783, ele foi nomeado Deputy Lieutenant por Northamptonshire.

## Casamento e filhos
No dia 6 de março de 1781, ele casou-se com  Lady Lavinia Bingham (1762–1831), filha de Charles Bingham, 1.º Conde de Lucan. Eles tiveram nove filhos:
- John Charles Spencer, 3º Conde Spencer (1782–1845)
- Lady Sarah Spencer (1787–1870), casou-se com William Lyttelton, 3.º Barão Lyttelton, e tiveram filhos.
- Hon. Richard Spencer (1789–1791), morreu na infância.
- Capitão Hon. Sir Robert Cavendish Spencer (1791–1830), morreu solteiro em alto-mar.
- Hon. William Spencer (n. & m. 1792), morreu na infância.
- Lady Harriet Spencer (n. & m. 1793), morreu na infância.
- Lady Georgiana Charlotte Spencer (1794–1823), casou-se com George Quin, filho de Thomas Taylour, 1.º Marquês de Headfort, e tiveram filhos.
- Vice-almirante Frederick Spencer, 4º Conde Spencer (1798–1857)
- Reverendíssimo Hon. George Spencer, depois Pai Ignatius Spencer (1799–1864)

## Morte
O conde morreu em 1834, aos 76 anos, em Althorp, e seu corpo foi enterrado próximo do vilarejo de Great Brington, em 19 de novembro daquele ano. 